# Friedrich von Württemberg

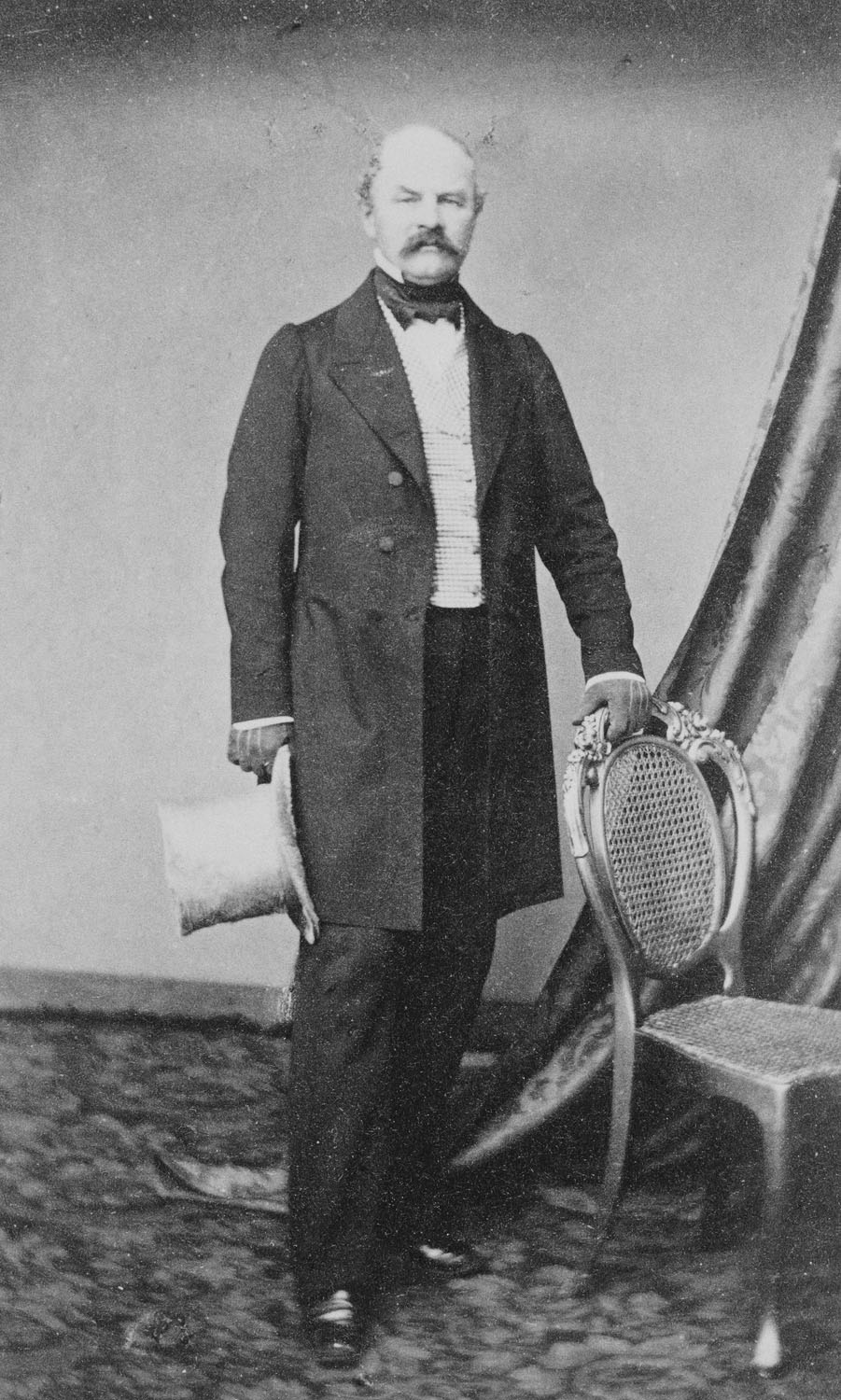
Prinz Friedrich von Württemberg (1808–1870).

Prinz Friedrich Karl August von Württemberg (* 21. Februar 1808 auf der Comburg bei Schwäbisch Hall; † 9. Mai 1870 in Stuttgart) war ein württembergischer General der Kavallerie und Vater des Königs Wilhelm II. von Württemberg.

## Leben
Friedrich war der älteste Sohn des Prinzen Paul von Württemberg und seiner Ehefrau Charlotte von Sachsen-Hildburghausen, einer Tochter des Herzogs Friedrich von Sachsen-Hildburghausen (bzw. ab 1826 Altenburg). Prinz Friedrich wurde in dessen zeitweiliger Residenz, dem ehemaligen Ritterstift Comburg bei Schwäbisch Hall, geboren. Sein Großvater war der erste württembergische König Friedrich I., sein Onkel der zweite König Wilhelm I.
Friedrich schlug eine standesgemäße militärische Laufbahn in der württembergischen Armee ein, erhielt bereits als Fünfzehnjähriger den Rang eines Rittmeisters II. Klasse, war 1832 Oberst der Infanterie und erreichte 1841 den Rang eines Generalleutnants der Kavallerie. 1865 beförderte ihn König Karl I. zum General der Kavallerie und Oberkommandierenden des württembergischen Bundesarmeekorps. Im Deutschen Krieg von 1866 gegen Preußen hatte er jedoch kein Feldkommando inne, sondern erlebte ihn als Verbindungsoffizier im Hauptquartier des österreichischen Feldzeugmeisters.
Aufgrund seiner Abstammung war Prinz Friedrich Mitglied der Ersten Kammer des württembergischen Landtags, an deren Sitzungen er auch teilnahm. 1865 berief ihn sein Cousin König Karl in den Geheimen Rat. Er wohnte vorwiegend in einem Stadtpalais in Stuttgart und im Jagdschloss Katharinenhof bei Oppenweiler.

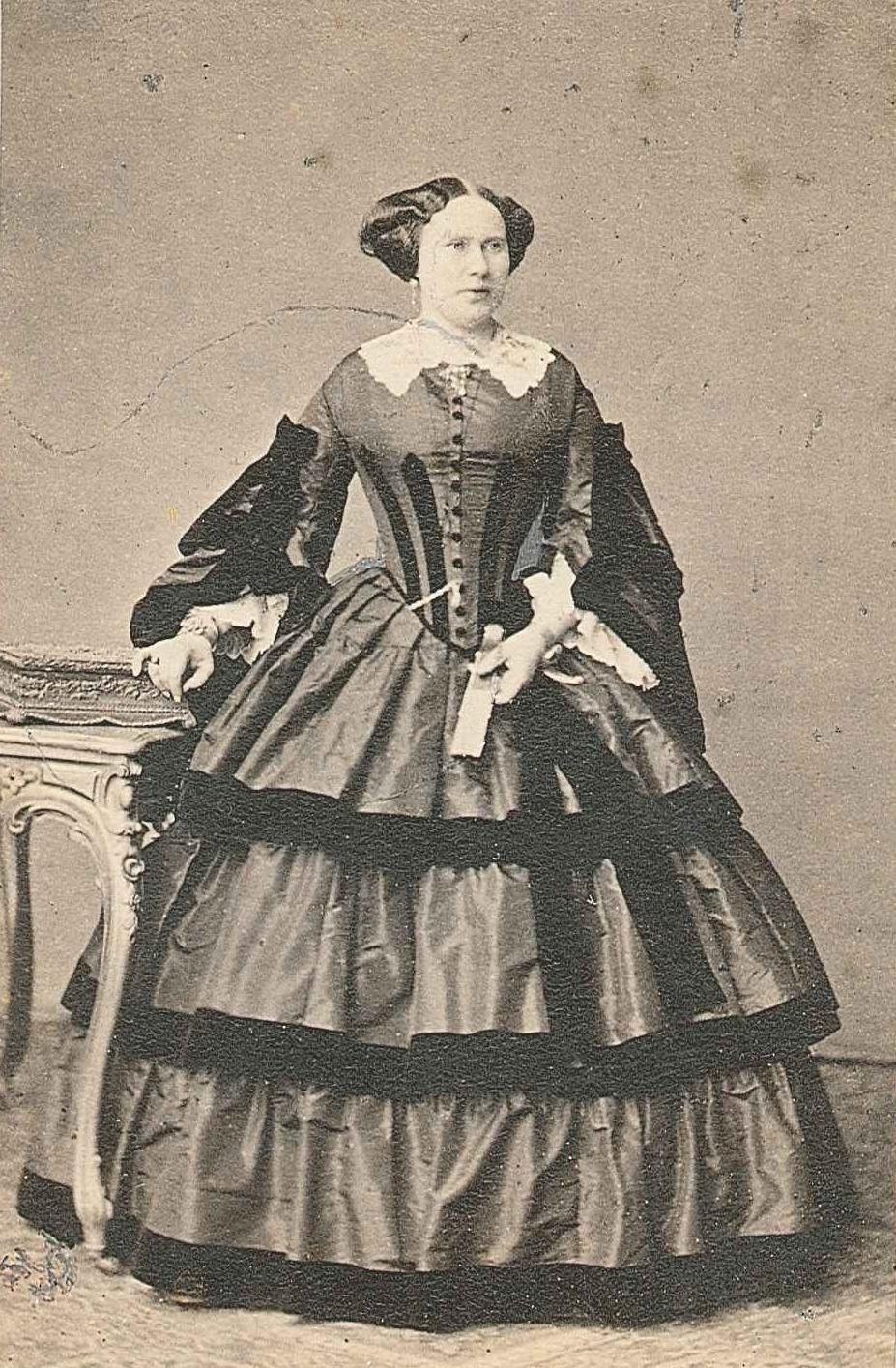
Prinzessin Katharina von Württemberg (1821–1898)

Am 20. November 1845 heiratete er seine Cousine Prinzessin Katharina von Württemberg (1821–1898), eine Tochter von König Wilhelm I. Er setzte sich dabei über die Wünsche seines Vaters hinweg, der die Ehe ablehnte. Das einzige Kind aus dieser Verbindung war der 1848 in Stuttgart geborene Prinz Wilhelm, der 1891 als Wilhelm II. König von Württemberg wurde.
Friedrich von Württemberg starb am 9. Mai 1870 in Stuttgart an einem Geschwür, das vermutlich die Spätfolge einer Gesichtsverletzung war, die er sich bei einem Jagdunfall zugezogen hatte. Er wurde in der Gruft der Schlosskapelle des Ludwigsburger Schlosses beigesetzt.

## Ehrungen
- Großkreuz des Ordens der Württembergischen Krone
- Großkreuz des Friedrichs-Ordens
- Großkreuz des Russischen St.-Andreas-Ordens
- Großkreuz des Bayerischen St.-Hubertus-Ordens
- Großkreuz des Hannoverischen Guelphen-Ordens
- Ritter des Hausordens der Rautenkrone
- Ritter des Schwarzen Adlerordens[1][2]